# بی جیز
بی جیز (به انگلیسی: Bee Gees، مخفف: Brothers Gibb) یک گروه موسیقی پاپ/راک بریتانیایی/استرالیایی است که در سال ۱۹۵۸ توسط برادران گیب با نام‌های بَری، رابین و موریس تشکیل شد و فعالیتشان تا مرگ موریس در سال ۲۰۰۳ ادامه داشت. پس از شش سال توقف، در سال ۲۰۰۹ بری و رابین فعالیت مجدد گروه را آغاز کردند .
هیچ گروه موسیقی‌ای در دهه‌های ۶۰، ۷۰، ۸۰ و ۹۰ میلادی به اندازهٔ بی جیز در شهرت خود فراز و نشیب نداشته‌است، یا نتوانسته‌است به اندازه این گروه مخاطبان گوناگونی را به خود جذب کند.

## اعضا

### اعضای اصلی
- بری گیب: آواز و گیتار ریتم
- رابین گیب: آواز (۱۹۵۸–۲۰۰۳ و ۲۰۰۹–۲۰۱۲)
- موریس گیب: آواز، پیانو، گیتار لید، کیبورد، گیتار بیس، سینث‌سایزر و درام (۱۹۵۸–۲۰۰۳)

### اعضای دیگر
به جز برادران گیب نوازندگان دیگری نیز عضو گروه بوده‌اند که مهم‌ترین آنان عبارت‌اند از:
- کالین پیترسن: درام (۱۹۶۷–۱۹۶۹)
- وینس ملونی: گیتار لید (۱۹۶۷–۱۹۶۸)
- جف بریجفورد: درام (۱۹۶۹–۱۹۷۲)
- الن کِندَل: گیتار لید (۱۹۷۱–۱۹۸۰ و ۱۹۸۷–۱۹۹۹)
- دنیس بریون: درام (۱۹۷۴–۱۹۸۰)
- بلو ویور: کیبورد (۱۹۷۵–۱۹۸۰)

## آلبوم‌ها
- ۱۹۶۷ – Be Gees 1st
- ۱۹۶۸ – Horizontal
- ۱۹۶۸ – Idea
- ۱۹۶۹ – Odessa
- ۱۹۷۰ – Cucumber Castle
- ۱۹۷۰ – Years On Two
- ۱۹۷۱ – Trafalgar
- ۱۹۷۲ – To Whom It May Concern
- ۱۹۷۳ – Life in a Tin Can
- ۱۹۷۴ – Mr. Natural
- ۱۹۷۵ – Main Course
- ۱۹۷۶ – Children of the World
- ۱۹۷۹ – Spirits Having Flown
- ۱۹۸۱ – Living Eyes
- ۱۹۸۷ – .E.S.P
- ۱۹۸۹ – One
- ۱۹۹۱ – High Civilization
- ۱۹۹۳ – Size Isn't Everything
- ۱۹۹۷ – Still Waters
- ۲۰۰۱ – This Is Where I Came In
- ۲۰۰۱ – Their Greatest Hits: The Record
- ۲۰۰۴ – Number Ones